# Kleine Kirche (Osnabrück)
Koordinaten: 52° 16′ 40,4″ N, 8° 2′ 42,8″ O
Die Kleine Kirche, auch Pauluskapelle oder Gymnasialkirche, in Osnabrück ist eine katholische Kirche nördlich des Doms an der Großen Domsfreiheit. Als Teil des dreiflügeligen ehemaligen Jesuitenkollegs ist sie durch den schmalen Hexengang vom Dom getrennt.

## Geschichte
Das Jesuitenkolleg wurde unter Bischof Eitel Friedrich von Hohenzollern ins Leben gerufen. Der Grundstein der Kollegiumskirche wurde 1682 anstelle einer älteren Paulskapelle gelegt, die noch aus der mittelalterlichen Anlage des Doms stammte. Ein wesentlicher Teil der Kapelle wurde 1685 fertiggestellt. Die Kapelle brannte infolge der Luftangriffe auf Osnabrück im Zweiten Weltkrieg aus.
Der Wiederaufbau erfolgte in den Jahren 1950 bis 1959.

## Kalvarienberggruppe
Im westlichen Giebel der kleinen Kapelle befindet sich die Kalvarienberggruppe, die um 1520 geschaffen wurde. Ursprünglich war diese Gruppe in dem ehemaligen Augustinerkloster am Neumarkt beheimatet.

## Galerie

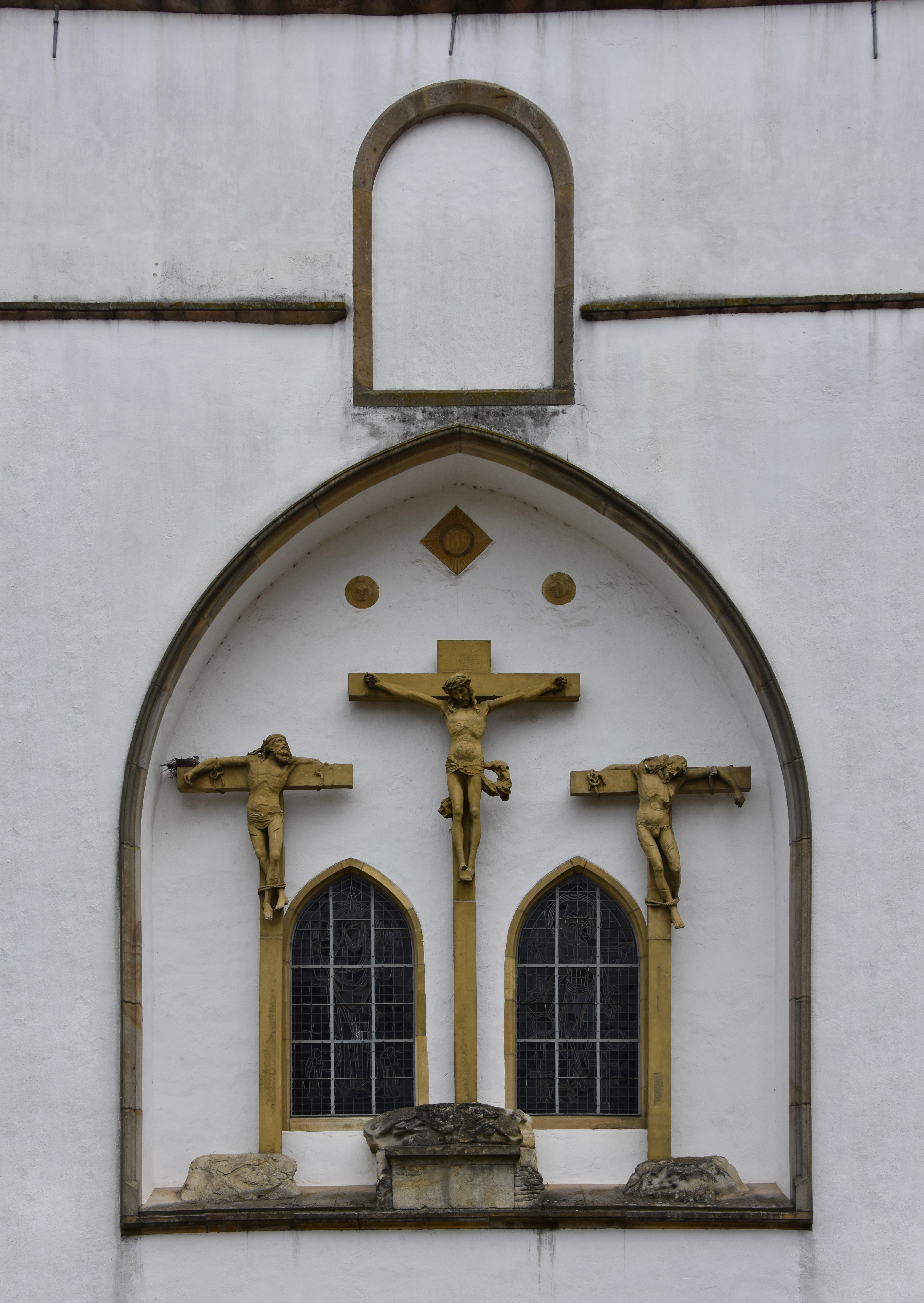
Die Kalvarienberggruppe
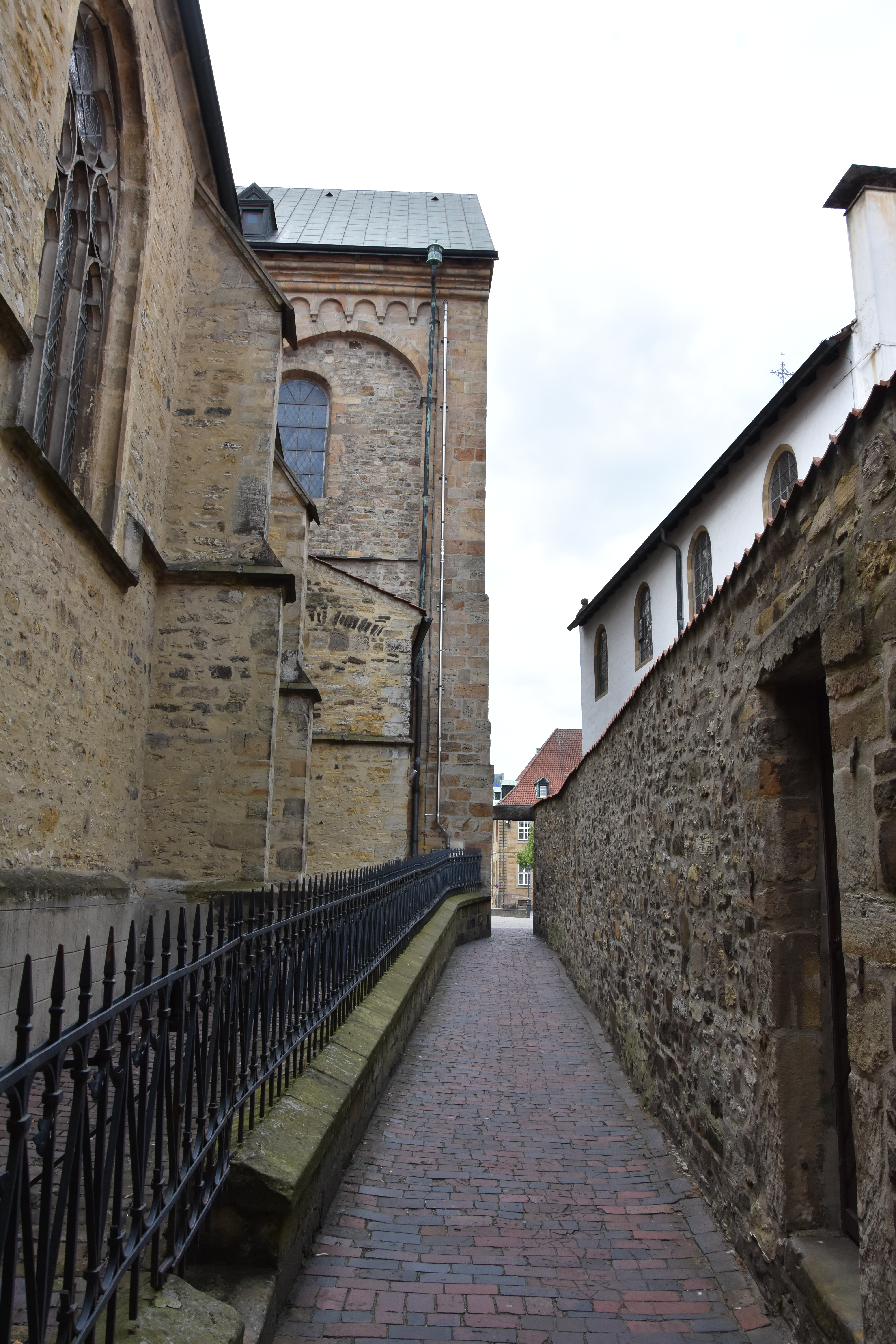
Hexengang zwischen Dom und Kleiner Kirche
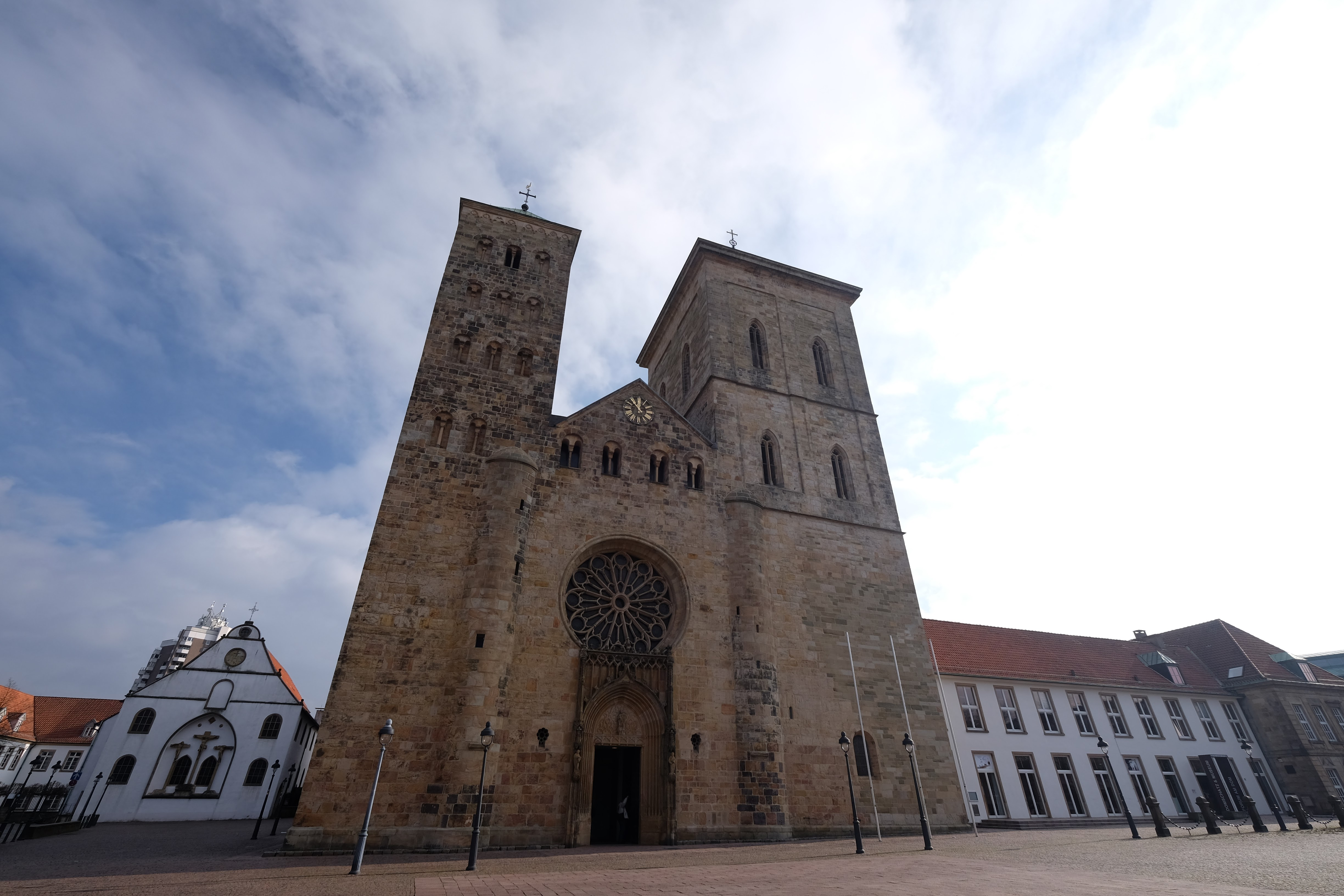
Kleine Kirche, Dom und Domforum